# Роковые яйца (фильм, 1995)
«Роковы́е я́йца» — российско-чешский комедийно-фантастический художественный фильм режиссёра Сергея Ломкина, снятый в 1995 году по мотивам одноимённой повести Михаила Булгакова с некоторыми пересекающимися сюжетными линиями других его произведений: романа «Мастер и Маргарита» и повести «Собачье сердце».

## Сюжет
В Москву 1928 года прибывает дьявол в человеческом облике — это Воланд, сопровождаемый свитой. Он косвенно помогает гениальному учёному Владимиру Персикову открыть уникальный красный луч, влияющий на рост и размножение живых организмов, однако делающий их невероятно большими и агрессивными. Одновременно в республике начинается поголовный мор кур, что заставляет начальника ГПУ выпустить бывшего начальника сельскохозяйственного отдела Александра Семёновича Рокка, из психиатрической лечебницы профессора Стравинского, в которую сам его когда-то и упёк.
На профессора Персикова обрушивается волна славы, активно подогреваемая СМИ. Рокк решает возродить в стране поголовье кур и конфискует экспериментальные камеры. Рокк приходит на склад, где кот Бегемот передаёт ему посылку с яйцами змей, крокодилов и страусов, предназначавшимися Персикову. В своём совхозе под Смоленском Рокк помещает яйца в камеры, полагая, что они куриные. Однако из них вылупляются гигантские рептилии, которые убивают сотрудников ГПУ и жену Рокка Маню, а его самого сводят с ума.
Гады разбивают армию и начинают приближаться к Москве. Обезумевшие жители штурмом берут университет Персикова, не замечая его самого, затерявшегося в полубреду среди толпы. Персиков гибнет случайно — от ножа грабителя, позарившегося на часы профессора. Когда толпа вбегает в лабораторию, то видит Воланда, стоящего у окна, за которым в августовскую ночь идёт снег. Тот произносит, глядя в небо: «Снег идёт. Вечно он со своим морозом — морозный бог», и вылетает в окно.
В эпилоге говорится, что таинственный мороз спас Москву от гадов, беззащитных перед низкой температурой, уничтожив полчища рептилий и их яйца. Камеры были сломаны толпой, а вновь получить красный луч не удалось — эту тайну профессор Персиков унёс с собой в могилу. Завершив свою миссию, Воланд вместе со свитой и двумя примкнувшими спутниками покидают Москву на чёрных конях, улетая на них в небо.

## В ролях
- Олег Янковский — Владимир Ипатьевич Персиков, профессор
- Андрей Толубеев — Александр Семёнович Рокк
- Михаил Козаков — Воланд
- Роман Мадянов — кот Бегемот
- Александр Васютинский — Клетчатый
- Нина Усатова — Маня, жена Александра Семёновича Рокка
- Гарик Сукачёв — Панкрат
- Виктор Павлов — агент в белом
- Семён Фарада — мрачный агент
- Сергей Гармаш — агент Васенька
- Татьяна Кравченко — Мария Степановна
- Юрий Шерстнёв — Михаил Семёнович, начальник ГПУ
- Максим Коновалов — красноармеец-часовой
- Александр Олешко — водитель ГПУ
- Владимир Стержаков — Моржанский
- Валерий Носик — Козий Зоб
- Зоя Буряк — Дуня
- Владимир Кашпур — сторож
- Юрий Кузнецов — продавец кур
- Александр Ширвиндт — Иван Лифантьевич, редактор газеты
- Алексей Жарков — Щукин
- Александр Числов — Петька
- Александр Фатюшин — механик
- Анатолий Обухов — Фёдор Михайлович
- Александр Марин — Пётр Степанович Иванов
- Ирина Сенотова — Елена Михайловна
- Амалия Мордвинова — Гелла
- Александр Пашутин — Полайтис
- Николай Игнатов — врач-шизофреник
- Александр Трофимов — идиот Мефодий
- Владимир Анисько — профессор Стравинский
- Алексей Баталов — текст от автора
- Виктор Беляков — урка
- Александр Фарбер — Альфред Бронский, сотрудник московских журналов
- Сергей Галкин — Егорша
- Валерий Гатаев — Данила, сотрудник газеты
- Владимир Гуркин — мужик с топором
- Людмила Худаш — вахтёрша театра
- Гелена Кирик — секретарь в редакции
- Виктор Подосёнов — Колесов
- Валерий Шорохов — метранпаж
- Вячеслав Вдовин — цирюльник

## Участие в кинофестивалях
- 1996 — кинофестиваль «Литература и кино» в Гатчине (Россия);
- 1996 — открытый российский кинофестиваль «Кинотавр» в Сочи (Россия);
- 1996 — кинофестиваль «Окно в Европу» в Выборге (Россия);
- 1996 — кинофестиваль в Котбусе (Германия).